# Georges Ball
Georges Ball (11 septembre 1838-2 juin 1928) est un marchand et homme politique fédéral, provincial et municipal du Québec.

## Biographie
Né à Champlain dans le Bas-Canada, il étudia au Séminaire de Nicolet. Il entame sa carrière politique avec son élection au poste de maire de la municipalité de Nicolet de 1885 à 1893 et de 1895 à 1907. Élu député du Parti conservateur du Québec dans la circonscription provinciale de Nicolet lors des élections de 1897, il ne se représente pas en 1900 pour se présenter sur la scène fédérale. Élu député du Parti conservateur dans la circonscription fédérale de Nicolet en 1900, il est défait en 1904 et lors de l'élection partielle de 1906 d'abord par Rodolphe Lemieux et ensuite par Charles Ramsay Devlin.